# Antoine Avisard
Antoine Avisard, né le 9 janvier 1776 à Montauban (Tarn-et-Garonne), mort le 4 mai 1857 à Versailles (Yvelines), est un général français de la Révolution et de l’Empire.

## États de service
Il entre en service le 4 septembre 1792, comme soldat au 1er bataillon de volontaires des Lombards, il devient caporal le 13 février 1794, et sergent le 21 juillet 1795.
Le 2 août 1797, il passe sous-lieutenant à la 72e demi-brigade d’infanterie, lieutenant le 23 octobre 1801, et le 14 août 1806, il reçoit son brevet de capitaine de grenadiers dans la Garde royale hollandaise. Il est fait chevalier de l’Ordre de l'Union en 1807, et il est nommé lieutenant-colonel le 23 décembre 1808. Le 7 juillet 1809, il reçoit ses épaulettes de colonel au 1er régiment de chasseurs à pied hollandais, et le 30 juin 1810, il prend le commandement des Gardes du corps à pied. Lors de l’annexion des Pays-Bas, il est nommé colonel commandant le 123e régiment d’infanterie de ligne le 17 février 1811, et il est fait chevalier de la Légion d’honneur le 22 septembre 1811.
Il est fait chevalier de l’Ordre de la Réunion le 7 mars 1812, et il participe à la campagne de Russie, où il est blessé le 18 octobre 1812, à la bataille de Polotsk. Il est élevé au grade d’officier de la Légion d’honneur le 19 novembre 1812, et il est fait prisonnier le 12 janvier 1813.
De retour en France le 22 juin 1814, il est mis en non activité le 1er septembre suivant. Le 27 janvier 1815, il est promu général de brigade honoraire, et il est fait chevalier de Saint-Louis le 7 mars 1815.
Pendant les Cent-Jours, il reprend du service au corps d’observation du Jura, et le 9 juin 1815, il est nommé au commandement de la place de Verdun. Il est confirmé dans son grade de général de brigade le 10 juin 1815, et il est mis en non activité le 11 août 1815.
Le 7 octobre 1818, il est nommé lieutenant de roi de 2e classe à Valenciennes, puis le 28 août 1820, lieutenant de roi de 1re classe à Brest. Il est fait commandeur de la Légion d’honneur le 1er mai 1821. Le 5 juin 1822, il commande le département du Finistère, et il est mis en disponibilité le 21 août 1830. Le 22 mars 1831, il passe dans le cadre d’activité de l’état-major général, et le 13 décembre 1832, il prend le commandement d’une brigade d’infanterie à Alger. Il commande la place d’Alger le 25 mai 1833, et il est à l’origine de la création du Jardin d'essai du Hamma. Le 30 avril 1835, il est remis en disponibilité. Il est admis à la retraite le 17 novembre 1837.
Il meurt le 4 mai 1857, à Versailles.

## Distinctions
- Chevalier de l'ordre de la Réunion
- Chevalier de l'ordre royal et militaire de Saint-Louis
- Commandeur de la Légion d'honneur

## Sources
- (en) « Generals Who Served in the French Army during the Period 1789 - 1814: Eberle to Exelmans »
- Léon Hennet, Les volontaires nationaux pendant la Révolution, tome 2, Paris, Maison Quantin, 1906, p. 792.
- « Cote LH/81/28 », base Léonore, ministère français de la Culture
- Carnet de sabretache : revue d’histoire militaire rétrospective, volume 1 à 10, Berger-Levrault, Nancy, 1900, p. 46.
- Danielle Quintin et Bernard Quintin, Dictionnaire des colonels de Napoléon, édition l’Harmattan, 1996, p. 57.